# Cyclophora penduloorbicola
Cyclophora penduloorbicola là một loài bướm đêm trong họ Geometridae.